# ジェチーン・トロリーバス
ジェチーン・トロリーバス（チェコ語: Trolejbusová doprava v Děčíně）は、かつてチェコスロバキア（現：チェコ）の都市・ジェチーンに存在したトロリーバス。第二次世界大戦後の1950年に開通したが、モータリーゼーションの影響により1973年に廃止された。

## 概要
交通・産業の要衝として古くから栄えていたジェチーン市内にトロリーバスを建設する計画は既に20世紀初頭から検討されていたが、本格的に始動したのは第二次世界大戦後の1946年であった。これはジェチーンの主要駅と各地域を結ぶ定時制に長けた交通機関が求められる中、運営コストの低さや低公害という利点からトロリーバスが最適であると見做された事に由来しており、戦災復旧と並行して建設が進められ、1950年1月6日に最初の路線が営業運転を開始した。
その後は順次路線網の拡大が続き、最大規模となった1960年から1967年にかけて、ジェチーン市内にはトロリーバスが走行可能な全長16.07 kmの架線および3箇所の水銀整流器を用いた変電所が設置された。また、同年代には以下の4系統が主に運行していた他、ラッシュ時には臨時系統も運行されていた。
開通した1950年の年間利用客数3,487,000人から最盛期の1967年には10,999,000人にまで拡大したジェチーン市内のトロリーバスであったが、予算不足が影響してそれ以降の路線拡大は行われなかった他、通過する橋梁の再建工事による道路の混雑もトロリーバスの定時運行に影響を及ぼした。だが、最も大きな影響を与えたのはモータリーゼーションであり、自家用車の増加に加えて安価なディーゼル燃料を背景にディーゼルバスが急速に普及した。その結果1967年、ジェチーン市議会はトロリーバスを全面的に路線バスに置き換える事を決定し、1970年以降順次廃止が行われた。最後に残された1・2号線の営業運転が行われたのは1973年12月14日であり、当日はさよなら運転も実施された。
廃止後、架線を始めとする各種施設は解体された一方、最後まで使用された車両についてはテプリツェ（テプリツェ・トロリーバス）へ譲渡されている。